# マクロス7 ドッキングフェスティバル 歌は銀河を救う
『マクロス7 ドッキングフェスティバル 歌は銀河を救う』 （マクロスセブン ドッキングフェスティバル うたはぎんがをすくう、Macross 7 Docking Festival Song saves The galaxy）は1995年3月24日にビクターエンタテインメントから発売されたドラマCD。テレビアニメ『マクロス7』の関連作品の一つ。

## 概要
1994年10月から1995年9月にかけて1年間放映されたTVアニメ『マクロス7』の放送中に発売されたドラマCD。TVアニメ第22話「熱き炎の男たち」と第23話「サウンドフォース」の間に位置づけられるエピソード。バロータ軍の工作でマクロス7船団からはぐれたシティ7が船団と合流し、再びバトル7とドッキングするセレモニーの様子を架空のTV番組として描くコメディタッチのオーディオドラマ。劇中には架空の商品のCMも挿入される。このCDが発売された1995年3月25日はTVアニメ22話と23話の放送日の間にあたり、TV放送とタイミングを合わせて発売されている。TVアニメ23話冒頭ではドッキングフェスティバルの様子がニュースで流れているのが確認できる。
脚本はマクロス7のTVシリーズと同じく富田祐弘、大橋志吉、隅沢克之が担当し、アミノテツロー、河森正治、藤本義孝が監修している。楽曲は『マクロス7』の他に『超時空要塞マクロス』や『超時空要塞マクロスII -LOVERS AGAIN-』『マクロスプラス』からも使用されている。
ジャケットイラストは桂憲一郎。『マクロス7』の登場人物が一堂に会し、乾杯をする様子が描かれている。ブックレットにはマクロスの用語解説や巻末付録として「旧マクロス ブリッジ3人娘のその後」が記載されている。

## 物語
西暦2045年。新たな居住可能な惑星を探すため宇宙へ旅立った超長距離移民船団「マクロス7船団」。大小さまざまな宇宙船で構成されたこの船団には100万人以上の人間が暮らしていた。
ある時、マクロス7船団は謎の敵の攻撃を受ける。船団で最大の船で、最も多くの人々が暮らす「マクロス7」は戦闘艦「バトル7」と居住艦「シティ7」に分離できるのだが、シティ7がこの謎の敵の手によって強制的にフォールド（ワープ）させられる。船団からはぐれ、宇宙を漂流するはめになったシティ7は3か月に渡る長い漂流の末、バトル7艦長のマクシミリアン・ジーナスやDr.千葉らの尽力でようやく船団へと復帰する。
そして、シティ7とバトル7の再ドッキングを祝い、フェスティバルが行われることになる。

## 内容
1.オープニングセレモニー
マクロス7ドッキングフェスティバルを生中継するという記念番組のオープニング。メイン会場にはレイ・ラブロックと北条アキコがおり、司会を務める。開会式はマクロス7船団長のマクシミリアン・ジーナス艦長とシティ7市長のミリアがスピーチを行う。
2.マイケルのマラソン時報(1)
ミリアの第一秘書のマイケル・ジョンソンがシティ7を一周しながら時刻を伝える。1回目はメイン会場を出発する午前0時。
3.バサラ・ミレーヌのステージ外中継（工場艦スリースターより）
バサラとミレーヌがマクロス7船団の大型居住艦を回りながら、レポートする。1回目は工場艦スリースター。
4.CM
マクロス自動車合宿免許、ブラックホール観覧ツアーパック、バスバス・クリクリーン
5.美穂とサリーの突撃レポート
バトル7ブリッジオペレーターの美保美穂とサリー・S・フォードがマックス艦長とミリア市長に突撃インタビューを行う。
6.ガムリンの軍人さんこんにちは
統合軍ダイアモンドフォースのガムリンと金龍が可変戦闘機VF-17で対決する。
7.マイケルのマラソン時報(2)
マイケルがシティ7の10番街・星の手線「宇宙が見える丘公園」付近から午前6時25分を伝える。
8.素人のど自慢
My Friends、突撃ラブハート、与作、私の彼はパイロット
9.バサラ・ミレーヌのステージ外中継（リゾート艦リビエラより）
バサラとミレーヌがリゾート艦リビエラの様子をレポートする。リビエラには海があり、ビーチではドッキングを祝った花火大会が行われる。
10.CM
マクロス出刃包丁、すりおろし大根、使い捨てバサラライター
11.バサラ・ミレーヌのステージ外中継（研究艦アインシュタインより）
バサラとミレーヌが研究艦アインシュタインの様子をレポートする。アインシュタインでは宇宙生物、宇宙の成り立ち、宇宙船団での人体の影響など24時間体制で様々な研究が行われている。
12.マイケルのマラソン時報(3)
マイケルがシティ市長官舎付近の坂下2丁目から午前11時50分を伝える。
13.ボイス祝電&FAXコーナー
マクロス5船団などから送られてきたボイス祝電や、視聴者から送られてきたFAXを紹介する。
14.CM
温水洗浄器付便座
15.あの人は今スペシャル
『超時空要塞マクロス』のブリッジオペレーター3人娘、キム、シャミー、ヴァネッサが登場し、第一次星間大戦以後の35年の人生が語られる。
16.CM
統合軍、元祖中華娘娘（ニャンニャン）
17.バサラ・ミレーヌのステージ外中継（アミューズメント艦ハリウッドより）
バサラとミレーヌがアミューズメント艦ハリウッドの様子をレポートする。構想10年、制作費100億ギャランの超大作アクション映画「決戦は日曜午前11時」の主演女優のアニータ・グレバートと監督にインタビューが行われる。
18.バサラとミレーヌのドッキング・ラブレター
送られてきたラブレターを放送し、愛の告白を代行するというコーナー。
19.グランドフィナーレ
ドッキングフェスティバルのグランドフィナーレ。ドッキングのカウントダウンが行われる。

## 登場人物
レイ・ラブロック
声 - 菅原正志
本番組の総合司会を務める男性。ロックバンド「Fire Bomber」のリーダー。
北条アキコ
声 - 高乃麗
本番組の総合司会を務める女性。レイとは旧知の仲。
マクシミリアン・ジーナス
声 - 速水奨
マクロス7船団の船団長で、バトル7の艦長。通称マックス。ミリア市長とは夫婦だが、今では関係が冷え切っている。
ミリア・ファリーナ・ジーナス
声 - 竹田えり
シティ7の市長。マックス艦長の妻。かつては第一次星間大戦で地球の敵として戦ったが、マックスに敗れ彼と結婚する。その後は地球統合軍のエースとして星間大戦で活躍する。
マイケル・ジョンソン
声 - 室園丈裕
ミリア市長の第一秘書を務める男。体が大きく、体力に自信がある。本番組ではマラソンしながら時報係を務める。
熱気バサラ
声 - 林延年
ロックバンド「Fire Bomber」のメインボーカル。VF-19改ファイアーバルキリーに乗って戦場で歌う。
ミレーヌ・フレア・ジーナス
声 - 桜井智
ロックバンド「Fire Bomber」の女性ボーカル。性格は明朗快活。バサラとは喧嘩が絶えない。
スリースターの人々
声 - 陶山章央、西村智博、高橋広樹
工場艦スリースターの人々。ドッキングフェスティバルの最中も働いている。
美保美穂
声 - 夏樹リオ
バトル7のブリッジクルーの一人。天真爛漫だが空気が読めないところがある女性。
サリー・セイント・フォード
声 - 岩男潤子
バトル7のブリッジクルーの一人。落ち着いた理知的な女性。
ガムリン・木崎
声 - 子安武人
統合軍ダイアモンドフォースの一員。VF-17のパイロット。
兵士A
声 - 陶山章央
兵士B
声 - 高橋広樹
金龍
声 - 高橋広樹
統合軍ダイヤモンドフォースの隊長。謎の敵の攻撃を受けて入院していた。
エキセドル・フォルモ
声 - 大林隆之介
バトル7の参謀。巨人族ゼントラーディで地球人の5倍の巨体を誇る。
ビヒーダ・フィーズ
ロックバンド「Fire Bomber」のドラムス。無口でめったに喋らない。
ガジェット・M・千葉
声 - 園部啓一
マクロス7船団の軍医。サウンドエナジー理論を研究している。
グババ
ミレーヌに付き添っている毛むくじゃらの小さな宇宙生物。
花束の少女
声 - 中川亜紀子
本名は不明。熱気バサラの熱狂的なファンの美少女でいつも花束を抱えている。
ギギル
声 - 西村智博
マクロス7船団を襲う謎の敵。スピリチアと呼ばれる生体エネルギーを吸収する異星人。
マクロス5艦長
声 - 大林隆之介
超長距離移民船団マクロス5船団の艦長。
南極越冬隊員
声 - 高橋広樹
銀河南極越冬隊の隊員。
イワーノ・ゲペルニッチ
声 - 井上瑤
スピリチアを吸収する謎の敵バロータ軍の司令官。
シャミー・ミリオム
声 - 深雪さなえ
初代マクロスのブリッジクルーの一人。
キム・キャビロフ
声 - 鶴ひろみ
初代マクロスのブリッジクルーの一人。
ヴァネッサ・レイアード
声 - 佐々木るん
初代マクロスのブリッジクルーの一人。
アニータ・グレバート
声 - 夏樹リオ
映画女優。アミューズメント艦ハリウッドでバサラたちのインタビューを受ける。
監督
声 - 室園丈裕
映画監督。アミューズメント艦ハリウッドでインタビューを受ける。バサラとは気があうようで話がかみ合わない。
アリス・ホリディ
世界的人気の女性シンガー。
マルティコフ
声 - 園部啓一
レポーター。シティ7の人々の声をレポートする。